# اجتياح البحر
اجتياح البحر (بالفرنسية: L'Invasion de la mer)‏، (بالإنجليزية: Invasion of the Sea)‏ إحدى الروايات التي قام جول فيرن بتأليفها وتم نشرها عام 1905م.تدور أحداث هذه الرواية حول : قرار السلطات الفرنسية في تونس أثناء الحقبة الاستعمارية عام 1880م وبإشراف فرانسوا ايلي رودير إغراق جزء من الصحراء في البحر فيقرر الطوارق التصدي لهم فتحدث معارك دامية وأحداث شيقة .

## أبطال الرواية
- فرانسوا ايلي
- المهندس شارل
- طاقم السفينة

## أقرأ أيضا
- جول فيرن
- فرنسا
- أدب فرنسي